# Kléber Gábor
Kléber Gábor, Kompóti, Kompóti-Kléber (1901. május 23. – 1973. október 15.) válogatott labdarúgó, fedezet, edző.

## Pályafutása

### Klubcsapatban
1924-ig a III. Kerületi TVE labdarúgója volt. Innen került be először a válogatottba. 1924-ben az MTK-hoz igazolt. Az 1926-tól induló profi bajnokságban a Hungáriára nevet változató MTK-ban szerepelt továbbra is. A kék-fehérekkel kétszeres bajnok. Először 1924–25-ben amatőrként, másodszor 1928–29-ben profiként.

### A válogatottban
1922 és 1931 között 23 alkalommal szerepelt a magyar válogatottban.

### Edzőként
1949 és 1965 között négy élvonalbeli csapat vezetőedzője volt. Az 1949–50-es idényben a Salgótarján, az 1950-es őszi bajnokságban a Budapesti Előre csapatait irányította. 1953 és 1954 között ismét a Salgótarján, majd 1956-ban a Tatabánya edzőjeként tevékenykedett. 1957–58-ban a Dorog, 1964 és 1965 között ismét a Tatabánya vezetőedzője volt.
1946 decemberében megválasztották a magyar labdarúgó edzőtestület főtitkárának.

## Sikerei, díjai

### Játékosként
- Magyar bajnokság
  - bajnok: 1924–25, 1928–29
  - 2.: 1925–26, 1927–28, 1930–31
  - 3.: 1926–27, 1929–30
- Magyar kupa
  - győztes: 1925
- az MTK örökös bajnoka

### Edzőként
- Magyar bajnokság
  - 3.: 1964

## Statisztika

### Mérkőzései a válogatottban
| Magyarország | Magyarország         | Magyarország                    | Magyarország  | Magyarország | Magyarország  | Magyarország | Magyarország | Magyarország |
| #            | Dátum                | Helyszín                        | Hazai         | Eredmény     | Vendég        | Kiírás       | Gólok        | Esemény      |
| ------------ | -------------------- | ------------------------------- | ------------- | ------------ | ------------- | ------------ | ------------ | ------------ |
| 1.           | 1922. május 14.      | Krakkó                          | Lengyelország | 0 – 3        | Magyarország  | barátságos   | -            |              |
| 2.           | 1923. augusztus 19.  | Budapest, Üllői úti pálya       | Magyarország  | 3 – 1        | Finnország    | barátságos   | -            |              |
| 3.           | 1923. szeptember 23. | Budapest, Hungária körúti pálya | Magyarország  | 2 – 0        | Ausztria      | barátságos   | -            |              |
| 4.           | 1925. január 18.     | Milánó, Campo Milan             | Olaszország   | 1 – 2        | Magyarország  | barátságos   | -            |              |
| 5.           | 1925. március 25.    | Budapest, Hungária körúti pálya | Magyarország  | 5 – 0        | Svájc         | barátságos   | -            |              |
| 6.           | 1925. július 12.     | Stockholm                       | Svédország    | 6 – 2        | Magyarország  | barátságos   | -            |              |
| 7.           | 1925. július 19.     | Krakkó, Wisla-pálya             | Lengyelország | 0 – 2        | Magyarország  | barátságos   | -            |              |
| 8.           | 1925. szeptember 20. | Budapest, Üllői úti pálya       | Magyarország  | 1 – 1        | Ausztria      | barátságos   | -            |              |
| 9.           | 1925. október 4.     | Budapest, Üllői úti pálya       | Magyarország  | 0 – 1        | Spanyolország | barátságos   | -            |              |
| 10.          | 1925. október 11.    | Prága, Sparta-pálya             | Csehszlovákia | 2 – 0        | Magyarország  | barátságos   | -            |              |
| 11.          | 1925. november 8.    | Budapest, Üllői úti pálya       | Magyarország  | 1 – 1        | Olaszország   | barátságos   | -            |              |
| 12.          | 1926. június 6.      | Budapest, Üllői úti pálya       | Magyarország  | 2 – 1        | Csehszlovákia | barátságos   | -            | 41'          |
| 13.          | 1926. november 14.   | Budapest, Üllői úti pálya       | Magyarország  | 3 – 1        | Svédország    | barátságos   | -            |              |
| 14.          | 1926. december 26.   | Porto                           | Portugália    | 3 – 3        | Magyarország  | barátságos   | -            |              |
| 15.          | 1929. április 14.    | Bern                            | Svájc         | 4 – 5        | Magyarország  | Európa-kupa  | -            |              |
| 16.          | 1929. május 5.       | Bécs, Hohe Warte                | Ausztria      | 2 – 2        | Magyarország  | barátságos   | -            |              |
| 17.          | 1930. április 13.    | Bázel                           | Svájc         | 2 – 2        | Magyarország  | barátságos   | -            |              |
| 18.          | 1930. szeptember 21. | Bécs, Hohe Warte                | Ausztria      | 2 – 3        | Magyarország  | barátságos   | -            |              |
| 19.          | 1930. szeptember 28. | Drezda, Ostragehege             | Németország   | 5 – 3        | Magyarország  | barátságos   | -            |              |
| 20.          | 1930. október 26.    | Budapest, Hungária körúti pálya | Magyarország  | 1 – 1        | Csehszlovákia | barátságos   | -            |              |
| 21.          | 1931. március 22.    | Prága, Sparta-pálya             | Csehszlovákia | 3 – 3        | Magyarország  | Európa-kupa  | -            |              |
| 22.          | 1931. április 12.    | Budapest, Hungária körúti pálya | Magyarország  | 6 – 2        | Svájc         | Európa-kupa  | -            |              |
| 23.          | 1931. május 3.       | Bécs, Hohe Warte                | Ausztria      | 0 – 0        | Magyarország  | Európa-kupa  | -            |              |
|              | Összesen             |                                 |               | 23           | mérkőzés      |              | 0            | gól          |